# Consell Regional de Bretanya
El Consell regional de Bretanya (bretó Kuzul Rannvroel Breizh, francès Conseil régional de Bretagne) és l'assemblea elegida que dirigeix la regió francesa de Bretanya. Està format per 83 membres elegits cada sis anys.
La seu és a Rennes. Les assemblees plenàries se celebren a l'hôtel de Courcy al centre de la ciutat, proper a la seu de l'alcaldia, encara que els serveis essencials administratius es reuneixen al site Patton, al barri del mateix nom al nord de la vila.

## Consell regional actual
Els 83 consellers regionals elegits el 2004 fins al 2010 es repartiren així :
- Llista «Bretanya a l'esquerra, Bretanya per tots» (PS - PCF - PRG - Les Verts - UDB): 58 consellers
- Llista «La Unió per a guanyar» (UMP/UDF): 25 consellers

Els escons són repartits per departament:
- 18 consellers per les Costes d'Armor
- 18 consellers pel Morbihan
- 23 consellers per l'Ille i Vilaine
- 24 consellers per Finisterre

### Resultat de les eleccions de 2004
President sortint : Josselin de Rohan.

#### Primera volta
|           | Nombre    | % inscrits |
| --------- | --------- | ---------- |
| Inscrits  | 2 206 612 | 100,00%    |
| Abstenció | 785 429   | 35,59%     |
| Votants   | 1 421 183 | 64,41%     |

|               | Nombre    | % votants |
| ------------- | --------- | --------- |
| Blancs i nuls | 64 731    | 4,55%     |
| Comptats      | 1 356 452 | 95,45%    |

| Llista          | Cap de llista      | Voix    | % comptat | Estatut                    |
| --------------- | ------------------ | ------- | --------- | -------------------------- |
| FN              | Brigitte Neveux    | 114 883 | 8,47%     | Es pot fusionar            |
| MNR             | Lionel David       | 25 992  | 1,92%     | No elegit en segona volta  |
| LCR - LO        | Françoise Dubu     | 64 805  | 4,78%     | No escollit a segona volta |
| UMP             | Josselin de Rohan  | 347 221 | 25,60%    | Escollit                   |
| UDF             | Bruno Joncour      | 150 050 | 11,06%    | Escollit                   |
| Les Verts - UDB | Pascale Loget      | 131 521 | 9,70%     | Es pot fusionar            |
| PS - PCF - PRG  | Jean-Yves Le Drian | 521 980 | 38,48%    | Votació                    |

#### Segona volta
|           | Nombre    | % inscrits |
| --------- | --------- | ---------- |
| Inscrits  | 2 205 994 | 100,00%    |
| Abstenció | 705 761   | 31,99%     |
| Votants   | 1 500 233 | 68,01%     |

|               | Nombre    | % votants |
| ------------- | --------- | --------- |
| Blancs i nuls | 69 604    | 4,64%     |
| Exprimés      | 1 430 629 | 95,36%    |

| Llista                           | Cap de llista      | Vots    | %      | Escons |
| -------------------------------- | ------------------ | ------- | ------ | ------ |
| UMP - UDF                        | Josselin de Rohan  | 589 625 | 41,21% | 25     |
| PS - PCF - PRG - Les Verts - UDB | Jean-Yves Le Drian | 841 004 | 58,79% | 58     |

## Antics consells regionals

### Altres elegits, de 1998 a 2004
Igual que en l'actualitat, el consell regional està format per 83 consellers :
- 3 de l'extrema esquerra
- 34 de l'esquerra plural
- 1 de Génération écologie
- 1 de CPNT
- 33 de RPR/UDF
- 4 divers droite
- 7 del FN

El president del consell regional fou Josselin de Rohan (RPR/UMP)

### De 1992 a 1998
- 3 del PCF
- 19 del MRG-PS
- 6 dels Verts
- 6 de Generació Ecologia
- 1 de CPNT
- 33 de la UPF
- 4 divers droite
- 7 du FN

El president del consell regional fou Yvon Bourges (Dreta)

### De 1986 a 1992
- 4 del PCF
- 30 del PS
- 41 del RPR/UDF
- 4 divers droite
- 2 del FN

## Presidents del Consell regional
- René Pleven (1974-1976)
- André Colin (1976-1978)
- Raymond Marcellin (1978-1986)
- Yvon Bourges (RPR) (1986-1998)
- Josselin de Rohan (UMP) (1998-2004)
- Jean-Yves Le Drian (PS) (2004-2012)
- Pierrick Massiot (PS) (2012-2015)
- Jean-Yves Le Drian (PS) (2015-2017)
- Loïg Chesnais-Girard (PS) (2017-...)